# Simon Whitlock
Simon Whitlock (Cessnock, 1969. március 3. –) ausztrál dartsjátékos. 2001-től 2004-ig, majd 2009-től a Professional Darts Corporation tagja. 2004 és 2009 között a British Darts Organisation versenyein indult. 2008-ban a BDO-nál, 2010-ben pedig a PDC-nél játszott világbajnoki döntőt. Beceneve "The Wizard".

## Pályafutása

### Kezdetek, PDC, BDO
Whitlock sok más játékossal ellentétben a PDC szervezeténél kezdte el pályafutását, ahol két éven keresztül szerepelt 2002-ben és 2003-ban. Első világbajnokságán (2003-ban) a harmadik körig jutott, ahol Ritchie Burnett ellen esett ki. Első PDC-ben eltöltött éve nagyon jól sikerült, de tornát nem sikerült nyernie. 2004-be úgy döntött, hogy átigazol a BDO-hoz, mivel ez a szervezet több eseményt rendezett meg  akkoriban Ausztráliában. Whitlocknak így könnyebb volt versenyekre eljárni és ezáltal több tapasztalatot szerzett, mintha csak pár versenyen vett volna részt a PDC-nél.
2005-ben elődöntőig jutott a BDO világbajnokságán, ahol 5–0-ra kapott ki Martin Adamstől.  Ebben az évben szintén az elődöntőig jutott az International Darts League tornán, melyet a következő évben is sikerült megismételnie.
2007 végén jöttek az első "pletykák", miszerint Whitlock hamarosan visszatér a PDC-hez. Ennek ellenére Whitlock maradt a BDO-nál és a következő évet is itt kezdte meg.
A következő évben viszont már tényleg az utolsó világbajnokságát játszotta a BDO-nál, amelyen a döntőbe is sikerült bejutnia. A fináléban az ellenfele a walesi Mark Webster volt, akitől egy nagyon szoros mérkőzésen végül 7–5-re kapott ki.

### Visszatérés a PDC-hez
2009 márciusában jelentették be, hogy Withlock 5 év után visszatér a PDC-hez.
A visszatérés utáni első világbajnokságán (2010) nagyon jó formában játszott és ennek eredményeként végül bejutott a döntőbe. Menetelése során, Colin Osborne-t, Wayne Jonest, Terry Jenkinst, majd a negyeddöntőben a világranglista harmadik James Wadet is búcsúztatta. Az elődöntőben az előző évben döntős, ötszörös holland világbajnok Raymond van Barneveld ellen jutott tovább egy drámai mérkőzésen, amelyen 6–5-re sikerült győzedelmeskednie. A döntőben az akkoriban 14-szeres világbajnok Phil Taylor volt az ellenfele. Taylor 7–3-ra győzött, de Whitlocknak így is nagyszerűen sikerült a világbajnokság.
2011-ben már kevésbé mondhatta ezt el, mivel ezúttal csak a nyolcaddöntőig jutott el. Itt a holland Vincent van der Voort ejtette ki.
A 2012-es vb-n majdnem sikerült újra döntőbe kerülnie, de hiába vezetett 5–3-ra Andy Hamilton ellen, mégis az angol jutott a fináléba. Az év további részében már több sikerélménye volt az ausztrálnak, mivel honfitársával Paul Nicholsonnal csapat világbajnoki döntőt játszhattak az angol páros Taylor és Lewis ellen. A rendkívül szoros fináléban végül az angolok örülhettek annak ellenére, mindkét csapatnak voltak meccsnyilai, mellyel eldönthették volna a találkozót. A Premier Leagueben is bejutott a döntőbe ebben az évben, ahol Taylortól kapott ki 10–7-re.
A Dutch Darts Masters tornán megszerezte első tornagyőzelmét, ahol honfitársát Paul Nicholsont győzte le 6–1-re. A Championship League Darts tornán a csoportját megnyerve továbbjutott, majd később a döntőbe került, ahol újra Taylortól kapott ki.
2012 szeptemberében Whitlocknak sikerült megnyernie egy Players Championship tornát Barsnley-ben. Szintén még ebben az évben sikerült megszereznie az első kiemelt tornagyőzelmét, a Németországban rendezett Európa-bajnokságon. Ezen a tornán Mark Walsh-t 6–2-re, Dave Chisnallt 10–5-re, Colin Lloydot 10–7-re, Kim Huybrechtset 11–9-re, majd a döntőben Wes Newtont 11–5-re sikerült legyőznie.
A következő évben a negyeddöntőig jutott a vb-n. Többek között Colin Osborne-t és Dave Chisnallt is legyőzte, mielőtt vereséget szenvedett volna Raymond van Barneveldtől.
Az Európa-bajnokságon címvédőként újra döntőt játszhatott, ahol ezúttal nem tudott győzni és ellenfele Lewis lett az új bajnok.
A 2014-es világbajnokságon a negyeddöntőig szettet sem vesztett, ám itt már csak nagy nehezen tudta legyőzni Ian White-ot 5–4-re. Az elődöntőben a skót Peter Wright 6–2-re verte meg, így ő került a döntőbe. A 2014-es Premier Leagueben nagyon gyenge teljesítményt nyújtott, így korán ki is esett. Ezenkívül a legjobb teljesítményét a World Matchplayen nyújtotta, ahol elődöntőt játszhatott Michael van Gerwen ellen, de kikapott és nem jutott be a döntőbe.
A következő világbajnokság borzasztó rosszul sikerült Whitlocknak, mivel már az első körben búcsúzni kényszerült Darren Webster ellen. A korai búcsút követően Whitlocknak az év közben sem jöttek az eredmények, így a világranglistán is visszacsúszott a 10. helyre.
2016-ban sem érkezett jobb formában a világbajnokságra, így ugyanúgy mint egy évvel korábban, szintén az első körben kiesett. Az év további részében valamelyest sikerült jobb formába lendülnie és megnyert két Players Championship tornát. Ezek mellett a World Grand Prix-n és a World Cup of Darts-on is a negyeddöntőig jutott.
A 2017-es világbajnokságot jól kezdte, de a második körben kiesett a hatalmas átlagot produkáló Darren Webster ellen. Whitlocknak sikerült megdobnia rögtön az első körben egy 170-es kiszállót, amelyet később csak van Gerwen tudott megismételni, igaz, neki háromszor is sikerült.
Whitlocknak februárban sikerült két UK Open selejtezőt is megnyernie, így a második helyről várhatta a sorsolást.

## Világbajnoki szereplései

### BDO
- 2005: Elődöntő (vereség  Martin Adams ellen 0–5)
- 2006: Második kör (vereség  Paul Hanvidge ellen 2–4)
- 2007: Második kör (vereség  Niels de Ruiter ellen 3–4)
- 2008: Döntő (vereség  Mark Webster ellen 5–7)
- 2009: Második kör (vereség  Darryl Fitton ellen 2–4)

### PDC
- 2003: Harmadik kör (vereség  Richie Burnett ellen 3–5)
- 2010: Döntő (vereség  Phil Taylor ellen 3–7)
- 2011: Harmadik kör (vereség  Vincent van der Voort ellen 2–4)
- 2012: Elődöntő (vereség  Andy Hamilton ellen 5–6)
- 2013: Negyeddöntő (vereség  Raymond van Barneveld ellen 1–5)
- 2014: Elődöntő (vereség  Peter Wright ellen 2–6)
- 2015: Első kör (vereség  Darren Webster ellen 1–3)
- 2016: Első kör (vereség  Ricky Evans ellen 2–3)
- 2017: Második kör (vereség  Darren Webster ellen 0–4)
- 2018: Második kör (vereség  Darren Webster ellen 1–4)
- 2019: Második kör (vereség  Ryan Joyce ellen 0–3)
- 2020: Negyedik kör (vereség  Gerwyn Price ellen 2–4)
- 2021: Harmadik kör (vereség  Krzysztof Ratajski ellen 0–4)
- 2022: Második kör (vereség  Martijn Kleermaker ellen 1–3)
- 2023: Második kör (vereség  José de Sousa ellen 2–3)
- 2024: Második kör (vereség  Gary Anderson ellen 0–3)

## Döntői

### BDO nagytornák: 1 döntős szereplés
| Történet                 |
| BDO Világbajnokság (0–1) |

| Eredmény | Sorszám | Év   | Bajnokság          | Ellenfél a döntőben | Eredmény |
| Döntős   | 1.      | 2008 | BDO Világbajnokság | Mark Webster        | 5–7 (sz) |

### PDC nagytornák: 7 döntős szereplés
| Történet                  |
| PDC Világbajnokság (0–1)  |
| Premier League (0–1)      |
| World Grand Prix (0–1)    |
| Európa-bajnokság (1–2)    |
| Championship League (0–1) |

| Eredmény | Sorszám | Év   | Bajnokság                 | Ellenfél a döntőben | Eredmény |
| Döntős   | 1.      | 2010 | PDC Világbajnokság        | Phil Taylor         | 3–7 (sz) |
| Döntős   | 2.      | 2012 | Premier League            | Phil Taylor         | 7–10 (l) |
| Győztes  | 1.      | 2012 | Európa-bajnokság          | Wes Newton          | 11–5 (l) |
| Döntős   | 3.      | 2012 | Championship League Darts | Phil Taylor         | 4–6 (l)  |
| Döntős   | 4.      | 2013 | Európa-bajnokság          | Adrian Lewis        | 6–11 (l) |
| Döntős   | 5.      | 2017 | World Grand Prix          | Daryl Gurney        | 4–5 (sz) |
| Döntős   | 6.      | 2018 | Európa-bajnokság          | James Wade          | 8–11 (l) |

### PDC World Series of Darts tornák: 1 döntős szereplés
| Történet                    |
| World Series of Darts (0–1) |

| Eredmény | Sorszám | Év   | Bajnokság               | Ellenfél a döntőben | Pontok   |
| Döntős   | 1.      | 2014 | Singapore Darts Masters | Michael van Gerwen  | 8–11 (l) |

### PDC csapatversenyek: 2 döntős szereplés
| Eredmény | Sorszám | Év   | Bajnokság          | Ország     | Csapattárs     | Ellenfél a döntőben                   | Pontok  |
| Döntős   | 1.      | 2012 | World Cup of Darts | Ausztrália | Paul Nicholson | Anglia (Phil Taylor és Adrian Lewis)  | 3–4 (m) |
| Győztes  | 1.      | 2022 | World Cup of Darts | Ausztrália | Damon Heta     | Wales (Gerwyn Price és Jonny Clayton) | 3–1 (m) |

1. 1 2 3 4  (l) = pontszám legekben, (sz) = pontszám szettekben, (m) = pontszám mérkőzésekben.

## További tornagyőzelmei
| PDC-csapatvilágbajnokság - PDC World Cup of Darts (csapat): 2022 Players Championships - Players Championship (AUT): 2010 - Players Championship (BAR): 2012, 2016, 2017 - Players Championship (COV): 2014 - Players Championship (CRA): 2012 - Players Championship (DER): 2017 - Players Championship (GER): 2010 - Players Championship (IRE): 2010, 2016 - Players Championship (WIG): 2010 UK Open Regionals/Qualifiers - UK Open Qualifier: 2013, 2017 (x2) European Tour Events - Dutch Darts Masters: 2012 - Australia National Championships: 2008 - Australian Grand Masters: 2004, 2005, 2006, 2007 - Australian Masters: 2002, 2003, 2006, 2007 - Bobby Bourn Memorial Players Championship: 2010 - Castle Hill: 2005 - Central Coast Australian Classic: 2008 - Coota: 2004 - Cosham Xmas Open: 2004, 2016 - Criterion Hotel Open: 2009 | - DPA Australian Masters: 2012 - DPA Australian Singles: 2010 - Gleneagle Irish Masters: 2010 - Goulburn Open: 2007, 2009 (x2) - Illawarra Yacht Club Classic: 2009 (x2) - Japan Open: 2006 - Mildura Workers Club Open: 2009 - Mittagong RSL Open: 2007, 2009 - New Zealand Masters: 2005 - Newcastle Classic: 2009 - Oak Flats Soundwaves Open: 2007 - Oceanic Masters: 2002, 2010 - Pacific Masters: 2004, 2006, 2008 - Pine Rivers Open: 2007 - Queensland Open: 2009 - Revesby Workers Club Open: 2010 - Russell Stewart Classic: 2007, 2009 - Southern Illawarra Open: 2007, 2009 - Unanderra Hotel Darts Open: 2010 - Viva Las Vegas NZ: 2009 - Wagga Classic: 2007 - Wattle Time Memorial Tournament: 2004 - Basingstoke Open: 2022 - Jarvis Cup: 2024 |

## Televíziós 9 nyilasai
| Időpont         | Ellenfél      | Torna          | Kombináció                      | Díjazás |
| --------------- | ------------- | -------------- | ------------------------------- | ------- |
| 2012. május 17. | Andy Hamilton | Premier League | 3 x T20; 3 x T20; T20, T15, D18 |         |